# Радован Стојичић Баџа
Радован Стојичић Баџа (Ниш, 1951 — Београд, 11. април 1997) био је генерал српске полиције, начелник Службе јавне безбедности и заменик министра унутрашњих послова Србије.

## Биографија
Завршио је средњу школу унутрашњих послова у Сремској Каменици и Факултет спорта и физичког васпитања у Београду, где је магистрирао на физичкој кондицији „специјалаца”. Почео је као позорник и дуго година био задужен за Ташмајдански парк. Касније је пребачен за референта фискултуре у градски СУП Београда и водио је клуб Милиционар. Средином 1980-их премештен је у МУП Србије где је био заменик командира.
Стојичић се „прославио” упадом у рудник Стари трг на Косову у време штрајка албанских рудара. Био је и командант Територијалне одбране Славоније, Барање и Западног Срема 1991. године, у време жестоких сукоба на том подручју. Одатле је дошао на место начелника Јавне безбедности у МУП-у Србије, а 1992. године именован је за заменика министра. У априлу 1993. године, указом председника Србије Слободана Милошевића, добио је највиши чин у полицији генерал-пуковника.
Пошто је Зоран Соколовић изабран за савезног министра унутрашњих послова, генерал-пуковник Радован Стојичић Баџа помињан је као човек са највише изгледа за функцију министра унутрашњих послова.
Убијен је 11. априла 1997. године, у ресторану Мама Миа у Београду. Његово убиство и дан-данас није расветљено.